# Gustav Höög
Gustav Höög é um ciclista sueco nascido a 11 de abril de 1995. Foi profissional entre 2015 e 2018, retirando-se com apenas 23 anos.

## Palmarés
2018
- Memorial Philippe Van Coningsloo[2]
- 3.º no Campeonato da Suécia em Estrada
- Grande Prêmio de Kalmar